# Feuer-Tiger
Der Feuer-Tiger (Bingyin, chinesisch 丙寅, Pinyin bǐngyín) ist das 3. Jahr des chinesischen Kalenders (siehe Tabelle 天支 60-Jahre-Zyklus). Es ist ein Begriff aus dem Bereich der chinesischen Astrologie und bezeichnet diejenigen Mondjahre, die durch eine Verbindung des dritten Himmelsstammes (丙,  bǐng, Element Feuer und Yáng) mit dem dritten Erdzweig (寅,  yín), symbolisiert durch den Tiger (虎,  hǔ), charakterisiert sind.
Nach dem chinesischen Kalender tritt eine solche Verbindung alle 60 Jahre ein. Das letzte Feuer-Tiger-Jahr begann 1986 und dauerte wegen der Abweichung des chinesischen vom gregorianischen Kalenderjahr vom 9. Februar 1986 bis 28. Januar 1987.

## Feuer-Tiger-Jahr
Im chinesischen Kalenderzyklus ist das Jahr des Feuer-Tigers 丙寅bǐngyín das 3. Jahr (am Beginn des Jahres: Holz-Büffel 乙丑 yǐchǒu 2).
| Liste der Feuer-Tiger-Jahre des 60-Jahres-Zyklus (Ende des Zyklus – bei Zählung vom 1. Regierungsjahr Huángdì) (Beginn des Zyklus – bei Zählung vom 61. Regierungsjahr Huángdì)            |              |              |              |              |              |              |              |              |              |              |
| Zykl. | 0            | 1            | 2            | 3            | 4            | 5            | 6            | 7            | 8            | 9            |
| 0 | 2695 v. Chr. | 2635 v. Chr. | 2575 v. Chr. | 2515 v. Chr. | 2455 v. Chr. | 2395 v. Chr. | 2335 v. Chr. | 2275 v. Chr. | 2215 v. Chr. | 2155 v. Chr. |
| 10 | 2095 v. Chr. | 2035 v. Chr. | 1975 v. Chr. | 1915 v. Chr. | 1855 v. Chr. | 1795 v. Chr. | 1735 v. Chr. | 1675 v. Chr. | 1615 v. Chr. | 1555 v. Chr. |
| 20 | 1495 v. Chr. | 1435 v. Chr. | 1375 v. Chr. | 1315 v. Chr. | 1255 v. Chr. | 1195 v. Chr. | 1135 v. Chr. | 1075 v. Chr. | 1015 v. Chr. | 955 v. Chr.  |
| 30 | 895 v. Chr.  | 835 v. Chr.  | 775 v. Chr.  | 715 v. Chr.  | 655 v. Chr.  | 595 v. Chr.  | 535 v. Chr.  | 475 v. Chr.  | 415 v. Chr.  | 355 v. Chr.  |
| 40 | 295 v. Chr.  | 235 v. Chr.  | 175 v. Chr.  | 115 v. Chr.  | 55 v. Chr.   | 6            | 66           | 126          | 186          | 246          |
| 50 | 306          | 366          | 426          | 486          | 546          | 606          | 666          | 726          | 786          | 846          |
| 60 | 906          | 966          | 1026         | 1086         | 1146         | 1206         | 1266         | 1326         | 1386         | 1446         |
| 70 | 1506         | 1566         | 1626         | 1686         | 1746         | 1806         | 1866         | 1926         | 1986         | 2046         |
| 80 | 2106         | 2166         | 2226         | 2286         | 2346         | 2406         | 2466         | 2526         | 2586         | 2646         |
| Hinweis: Die laufende Nr. des Zyklus ergibt sich aus der Zeilen-Nr. addiert mit der Spalten-Nr. Beispiel: Das Feuer-Tiger-Jahr des 35. Zyklus (Zeile 30 + Spalte 5) entspricht 595 v. Chr. |              |              |              |              |              |              |              |              |              |              |